# Mispila impuncticollis
Mispila impuncticollis är en skalbaggsart som beskrevs av Stefan von Breuning 1966. Mispila impuncticollis ingår i släktet Mispila och familjen långhorningar. Inga underarter finns listade i Catalogue of Life.